# Job 6
Job 6 es el sexto capítulo del Libro de Job en la Biblia hebrea o el Antiguo Testamento del cristianismo . El libro es anónimo; la mayoría de los estudiosos creen que fue escrito alrededor del siglo VI a. C. Este capítulo recoge el discurso de Job, que pertenece a la sección Diálogo del libro, que comprende Job 3:1–Job 31:40.

## Texto
El texto original está escrito en lengua hebrea. Este capítulo se divide en 30 versículos.

### Testimonios textuales
Algunos manuscritos antiguos que contienen el texto de este capítulo en hebreo pertenecen al texto masorético, que incluye el Códice de Alepo (siglo X) y el Codex Leningradensis (1008).
También existe una traducción al griego koiné conocida como la Septuaginta, realizada en los últimos siglos antes de Cristo; algunos manuscritos antiguos que se conservan de esta versión incluyen el Codex Vaticanus (B; {\displaystyle {\mathfrak {G}}}B; siglo IV), el Codex Sinaiticus (S; BHK: {\displaystyle {\mathfrak {G}}}S; siglo IV) y el Codex Alexandrinus (A; {\displaystyle {\mathfrak {G}}}A; siglo V).

## Comentarios previos a 6,1-7,21
Frente a la doctrina teórica de Elifaz, Job expone su condición de enfermo y su debate interior entre aceptar el designio divino y defender su inocencia personal. ¿Quién es el causante del sufrimiento, sino Dios? ¿Cómo conocer lo que Dios quiere cuando el enfermo está al borde de la desesperación?
La intervención de Job, aunque es bastante homogénea, puede dividirse en cinco partes: apelación a Dios como único responsable de su infortunio y el único que puede poner remedio (6,1-10); lamento por su soledad y abandono de los familiares y parientes (6,11-20); queja por el trato de aquellos amigos suyos que, en vez de consolarle, le agobian con razonamientos fríos y acusadores (6,21-30); nuevo lamento por su estado de postración sin esperanza de restablecimiento (7,1-10); nueva apelación a Dios, porque le ha convertido en el blanco de su ira (7,11-21). Más que a sus amigos, Job se dirige a Dios en son de queja: siendo omnipotente, deja al hombre abandonado en su miseria. De este modo expone con toda crudeza el problema del sufrimiento, achacando a Dios su causa y esperando de Él la solución.

## Análisis
La estructura del libro es la siguiente:
- El prólogo (capítulos 1-2)
- El diálogo (capítulos 3-31)
- Los veredictos (32:1-42:6)
- El epílogo (42:7-17)

Dentro de la estructura, el capítulo 6 se agrupa en la sección Diálogo con el siguiente esquema:
- La maldición y el lamento de Job (3:1-26)
- Primera ronda (4:1-14:22)
  - Elifaz (4:1–5:27)
  - Job (6:1–7:21)
    - Job a sus amigos (6:1–30)
      - Resumen de la queja de Job (6:1–7)
      - La petición de Job (6:8–13)
      - La indiferencia de los amigos (6:14–23)
      - Un desafío a los amigos (6:24–30)

    - Job a Dios (7:1–21)
      - Las penurias de la vida humana (7:1–8)
      - La brevedad de la vida humana (7:9–16)
      - ¿Por qué? ¿Hasta cuándo? (7:17–21)

  - Bildad (8:1–22)
  - Job (9:1–10:22)
  - Zofar (11:1–20)
  - Job (12:1–14:22)
- Segunda ronda (15:1–21:34)

- Tercera ronda (22:1–27:23)
- Interludio: un poema sobre la sabiduría (28:1–28)
- Resumen de Job (29:1–31:40)

La sección del diálogo está compuesta en formato poético, con una sintaxis y una gramática distintivas. Los capítulos 6 y 7 recogen la respuesta de Job tras el primer discurso de Elifaz (en capítulos 4 y 5), que se puede dividir en dos secciones principales:
- Job 6: Job responde a las palabras erróneas de Elifaz.
- Job 7: Job se dirige a Dios.[12]

El patrón de hablar primero a los amigos y luego dirigirse a Dios es típico
de Job a lo largo del diálogo.
En el capítulo 6, la introducción (versículo 1) y un esbozo o resumen de la queja de Job (versículos 2-7) son seguidos por la petición de Job (versículos 8-13) y su reprimenda a los amigos por no cuidar de él (versículos 14-23), para concluir con un desafío dirigido a los amigos (versículos 24-30). El objetivo principal del capítulo 6 es «señalar que la explicación de los amigos sobre la difícil situación actual de Job a la luz de la tradición es insensible y equivale a un engaño».

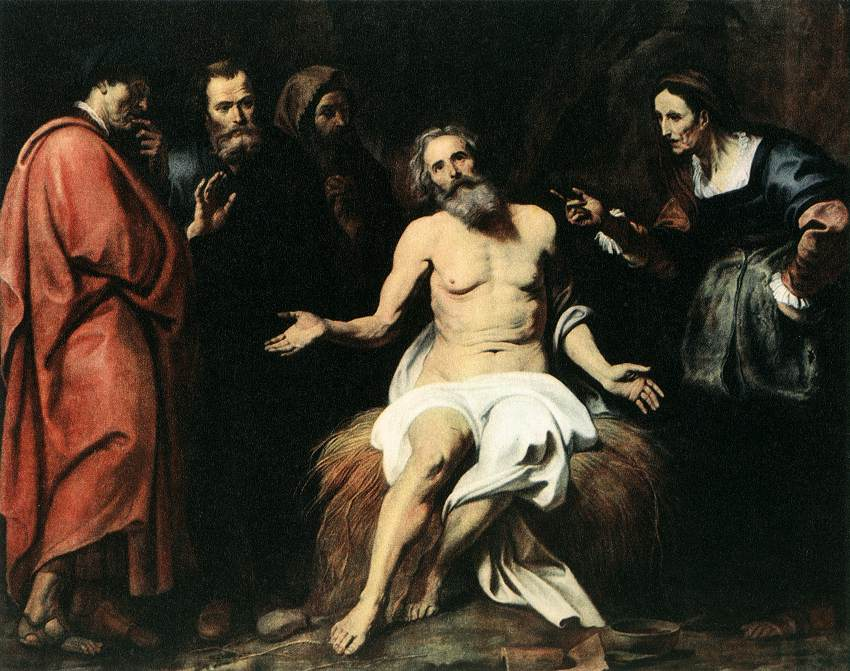
«El paciente Job», de Gerard Seghers (1591-1651).

## Resumen de las quejas y peticiones de Job (6:1–13)
La respuesta de Job (a partir del verbo del versículo 1) podría no responder necesariamente a todas las cuestiones planteadas por Elifaz. En primer lugar, Job pide que se tomen en serio su «angustia y sufrimiento», es decir, que se sopesen adecuadamente (una expresión intensiva) para demostrar su excesividad frente a lo que es justo (versículos 2-3); en consonancia con la petición de vindicación del versículo 29). En segundo lugar, con las metáforas de las flechas que le apuntan y la descripción de los asnos y los bueyes que hay que alimentar (versículos 4-6), Job cree que Dios tiene el control total, incluso aunque Job siga clamando por una respuesta. Por último, Job parece considerar que las palabras de Elifaz son insípidas, sin sabor y que no entienden el motivo de su angustia, como «comida insípida sin sal» (versículo 7). En los versículos 8-13, Job afirma a sus amigos que anhela que Dios acabe con su vida, pero en su petición mantiene su fe en que Dios es quien tiene el control; Job no reduce el poder de Dios ni niega a Dios y sus palabras.

### Versículos 2–3
[Job dijo:] 2¡Ojalá se pesara mi dolor y se pusiera en la balanza mi calamidad!
3Porque ahora sería más pesada que la arena del mar; por eso se callan mis palabras.
- «Oh»: traducido de la conjunción en hebreo לוּ, «lu» (que también puede traducirse como «si, si tan solo»), que significa «un deseo irrealizable», con el imperfecto Niphal.[15]
- «Aflicción»: se traduce de la palabra hebrea «ka'as», que tiene el sentido de «angustia, vejez o desesperación», un término que también se utiliza en Salmo 6:7; 10:14; Proverbs 12:16.[16] Elifaz lo utiliza como advertencia en Job 5:2, diciendo que «ka'as mata al necio», pero Job lo utiliza aquí para afirmar que su ka'as le obliga a hablar impetuosamente (versículo 3).[17]

- «Engullido»: traducido del verbo hebreo לָעוּ, «laʿu», que se supone que proviene de una raíz geminada que significa «chupar» o «tragar» (cf. KJV), pero que también puede remontarse a una raíz לָעָה, laʿah, cognado de una raíz árabe que significa «charlar», que en hebreo moderno tiene el significado de «tartamudear», por lo que cuando se aplica en este versículo en algunas versiones inglesas se traduce en el sentido de «hablar con vehemencia, precipitadamente o cargado de dolor».[18]

## Job reprende y desafía a sus amigos (6:14-30)
En esta sección, Job critica a sus amigos, de quienes espera recibir apoyo, pero que no se lo han brindado. Job alude a las palabras de Elifaz de que el temor de Dios debe ser la base de la confianza de Job (Job 4:6) y le da la vuelta diciendo que el discurso de Elifaz es en realidad un abandono del temor de Dios. En el versículo 21, Job se dirige a todos sus amigos (utilizando el plural «vosotros», aunque hasta ahora solo ha hablado Elifaz) diciendo que han visto su situación y tienen miedo, tal vez miedo de que también les pueda pasar a ellos o de que esto ponga en tela de juicio su creencia fundamental en la retribución. Por lo tanto, Job los desafía a que le enseñen o le corrijan, si pueden, dándole explicaciones, no condenas (versículos 24-30). Job se mantiene firme en su integridad y pide dos veces a sus amigos que «se conviertan» («arrepentirse» o «cambiar de dirección») o que reconsideren su forma de pensar. El versículo 30 contiene dos preguntas retóricas que responden «no» a la cuestión planteada por el Adversario en Job 1:9: si Job temería a Dios por nada o si la fe de Job se basa en el interés propio.

### Versículo 30
[Job dijo:] «¿Hay iniquidad en mi lengua?».
«¿No puede mi paladar discernir lo perverso?»
- «Iniquidad»: traducido de la palabra hebrea עַוְלָה, «ʿavlah», que se repite desde el versículo anterior; se utiliza aquí como una transición adecuada al capítulo 7, en el que Job vuelve a llorar desesperado por su cruel destino a pesar de su inocencia.[24]

- «Gusto»: o, literalmente en hebreo, «paladar»,[25] no tanto en referencia al órgano del habla (por metonimia), sino más bien al discernimiento, para indicar lo que uno piensa.[26]

- «Cosas perversas»: traducido de la palabra hebrea הַוּוֹת, «havvot», que puede traducirse como «calamidades», pero también puede entenderse en el paralelismo con la «maldad» de las palabras[27]

## Comentarios

### De la Iglesia católica

#### A los versículos 9-10
Job desea la muerte, no por desesperación ni rebeldía, sino por temor a flaquear en medio del sufrimiento y fallar a Dios (cf. v. 10). A diferencia de lo que sugiere Elifaz, Job no ha pecado ni ha maldecido a Dios; simplemente reconoce su fragilidad, como también lo hicieron Moisés (cf. Nm 11,15) y Elías. No busca quitarse la vida —lo cual sería un pecado grave—, sino que suplica a Dios que sea Él quien ponga fin a sus días.

Pues Dios lo comenzó, que lo acabe, y pues me ha llagado de muerte, que acabe de dármela y que no me hiera con tenedor, sino que suelte a su mano la rienda para que deshaga enteramente a éste que tiene ya tan deshecho.

#### Al versículo 14
Job denuncia que la falta de lealtad hacia un amigo en desgracia revela ausencia de temor de Dios (cf. 6,14). Así lo interpreta también Fray Luis de León, quien, citando 1 Juan 4,20 afirma: «Se atreverá con Dios quien desampara a su amigo caído». Job, abandonado por sus parientes (cf. 6,15-20), se lamenta también de la indiferencia de sus amigos, de quienes esperaba consuelo, pero sólo encuentra incomprensión (cf. 6,21-30).

#### A los versículos 21-30
Job percibe que sus amigos han dejado de consolarlo para adoptar el papel de oponentes que, movidos por el miedo ante tanto sufrimiento, prefieren defender sus teorías antes que comprender su dolor (v. 21). Aunque ya no les pide ayuda material (vv. 22-23), sí reclama lealtad en la búsqueda de la verdad: lo que está en juego no es su fortuna, sino su honor y su inocencia (v. 29). De este pasaje, algunos comentaristas antiguos extraen una lección sobre los peligros del debate inútil. Lorenzo Justiniano, en el siglo XIII, cuando era el primer Patriarca de Venecia, advertía que muchas discusiones no nacen del amor a la verdad, sino del deseo de vencer, y por eso suelen causar más daño que bien.

La disputa es saeta encendida por el diablo para perder a las almas. ¡Cuántas rencillas y cuántos odios han nacido de la discusión! ¡Cuántas veces se oculta la verdad o se defiende el error por miedo a saberse vencido! Es malo dedicarse a discutir, porque se disgregan los lazos de la amistad y se disuelven los vínculos de las almas.